# V482 Близнецов
V482 Близнецов (лат. V482 Geminorum) — двойная затменная переменная звезда типа W Большой Медведицы (EW) в созвездии Близнецов на расстоянии приблизительно 585 световых лет (около 179 парсек) от Солнца. Видимая звёздная величина звезды — от +10,55m до +10,15m. Орбитальный период — около 0,3507 суток (8,4162 часа).

## Характеристики
Первый компонент — жёлто-белая звезда спектрального класса G-F. Радиус — около 1,37 солнечного, светимость — около 2,1 солнечных. Эффективная температура — около 5937 К.
Второй компонент — жёлто-белая звезда спектрального класса G-F.